# Годфри Харолд Харди
Годфри Харолд Харди (Godfrey Harold Hardy) е сред водещите английски математици през първата половина на 20 век.
Известен с многобройните си математически приноси, особено в областта на математическия анализ и теорията на числата, както и с любовта си към „чистата математика“. Приложната математика му се струва „грозна“ – той обича чистите теоретични въпроси. Интересите му включват много области на математиката: Диофантов анализ, серии на Фурие, Дзета-функцията на Риман, разпределението на простите числа (числа, по-големи от 1, които се делят само на 1 и на себе си, напр: 2, 3, 5, 7, 11...).
Известен негов труд е A course of pure mathematics (1908), в който той обяснява на ясен език теорията на числата, функциите, границите и пр., така, че те да бъдат разбрани от студентите.
Друг известен негов труд е Апология на математиката (A Mathematician's Apology, 1940), издаден на български от издателство „Наука и изкуство“, София, 1971.
През 1908 г. Харди публикува в сп. Science кратко писмо до редактора, в което формулира разпределението на генотиповете в поколенията на една идеална популация. Той не е имал интереси към генетиката, но тази му публикация е предизвикана от един разговор с английския статистик Джордж Ъдни Юл, който е изказал неправилни съображения относно посоченото разпределение. Независимо че това е единствената му статия, касаеща проблеми на генетиката, неговото име остава в историята (освен с математическите му приноси) и със закона на Харди – Вайнберг.